# Ditassa fasciculata
Ditassa fasciculata är en oleanderväxtart som beskrevs av Fourn.. Ditassa fasciculata ingår i släktet Ditassa och familjen oleanderväxter. Inga underarter finns listade i Catalogue of Life.